# Hannelore
Hannelore ist ein weiblicher Vorname.

## Herkunft und Bedeutung
Es handelt sich um eine Doppelform aus Hanne (Johanna) und Lore (Eleonore).

## Verbreitung
Die Popularität des Namens Hannelore stieg während der 1910er und 1920er Jahre stark an. Mitte der Vierziger gehörte der Name in einem Jahrgang zu den zehn häufigsten weiblichen Vornamen. Seit Mitte der Fünfziger hat die Beliebtheit des Namens stark abgenommen.

## Varianten
- Annelore
- Halo
- Loki

## Namensträgerinnen
- Hannelore Anke (* 1957), deutsche Schwimmerin
- Hannelore Baier (* 1955), rumäniendeutsche Journalistin und Historikerin
- Hannelore Baron (1926–1987), US-amerikanische Künstlerin
- Hannelore Bey (* 1941), deutsche Primaballerina
- Hannelore Blumenberg (* 1934), deutsche Hockeyspielerin
- Hannelore Bollmann (1925–2023), deutsche Filmschauspielerin
- Hannelore Brenner (* 1963), deutsche Dressur-Reiterin im Behindertensport
- Hannelore Daniel (* 1954), deutsche Ernährungswissenschaftlerin
- Hannelore Elsner (1942–2019), deutsche Schauspielerin
- Hannelore Gadatsch (1941–2024), deutsche Fernsehjournalistin und -moderatorin
- Hannelore Greve (1926–2023), deutsche Unternehmerin und Mäzenatin
- Hannelore Hanft (* 1932), deutsche Tischtennisspielerin
- Hannelore Heise (1941–2021), deutsche Grafikerin und Schriftkünstlerin
- Hannelore Hoger (1939–2024), deutsche Schauspielerin
- Hannelore Honnen (* 1945), deutsche Autorin und Theaterleiterin
- Hannelore Kaub (1936–2017), deutsche Kabarettistin
- Hannelore Kohl (1933–2001), deutsche Politikergattin
- Hannelore Kohl (* 1948), deutsche Richterin
- Hannelore Kraft (* 1961), deutsche Politikerin
- Hannelore Kramm (1942–2023), österreichische Schlagersängerin und Schauspielerin
- Hannelore Lübeck (1927–2014), deutsche Schauspielerin
- Hannelore Mabry (1930–2013), deutsche Frauenrechtlerin, Autorin, Diplom-Soziologin, Schauspielerin, Synchronsprecherin und Journalistin
- Hannelore Männer (* ≈1942), deutsche Tischtennisspielerin
- Hannelore Mensch (* 1937), deutsche Politikerin
- Hannelore Middecke (* 1943), deutsche Leichtathletin
- Hannelore Minkus (1928–2020), deutsche Schauspielerin und Synchronsprecherin
- Hannelore Raepke (* 1935), deutsche Leichtathletin
- Hannelore Rönsch (* 1942), deutsche Politikerin
- Hannelore Schlaf (1930–1985), deutsche Tischtennisspielerin
- Hannelore Schlaffer (* 1939), deutsche Germanistin
- Hannelore Schmidt (1919–2010), Ehefrau des Bundeskanzlers Helmut Schmidt, siehe Loki Schmidt
- Hannelore Schroth (1922–1987), deutsche Schauspielerin
- Hannelore Solter (* v. 1970), deutsche Hörspielregisseurin
- Hannelore Steer (* 1943), deutsche Journalistin und Afrikanistin
- Hannelore Trabert (* 1938), deutsche Leichtathletin
- Hannelore Unterberg (* 1940), deutsche Filmregisseurin und Drehbuchautorin
- Hannelore Valencak (1929–2004), österreichische Schriftstellerin
- Hannelore Veit (* 1957), österreichische Journalistin und Fernsehmoderatorin
- Hannelore Weber (* 1955), deutsche Psychologin
- Hannelore Werner (* 1942), deutsche Motorsportlerin
- Hannelore Zober (* 1946), deutsche Handballspielerin